# A franchise
A franchise (eredeti cím: The Franchise) 2024-es amerikai–brit vígjátéksorozat, amelyet Jon Brown alkotott. A főbb szerepekben Himesh Patel, Aya Cash, Jessica Hynes, Billy Magnussen és Lolly Adefope látható.
Amerikában 2024. október 6-án az HBO, Magyarországon 2024. október 7-én a HBO Max mutatta be.
2025 januárjában egy évad után törölték a sorozatot.

## Ismertető
Daniel az első rendezőasszisztens nap mint nap megküzd a forgatás kihívásaival. Miközben a stáb a saját filmjükön dolgozik, világossá válik, hogy a franchise nagyobb figyelmet kapó „csapatfilmje, a Centurios 2., sokkal magasabb prioritást élvez a stúdió részéről, ez pedig számos nehézséget és komikus helyzetet eredményez Daniel számára.

## Szereplők

### Főszereplők
| Szereplő             | Színész          | Magyar hang       | Leírás |
| -------------------- | ---------------- | ----------------- | --- |
| Daniel Kumar         | Himesh Patel     | Hám Bertalan      | Túlhajszolt első rendezőasszisztens, aki igyekszik kordában tartani a film forgatásának kaotikus kihívásait, miközben titokban sokkal jobban rajong a szuperhős műfajért, mint azt bárkinek bevallaná.     |
| Anita                | Aya Cash         | Nemes Takách Kata | Ambiciózus új producer és Daniel volt párja, aki a projektet ugródeszkaként szeretné felhasználni rangosabb filmekhez. Gyakran összetűzésbe kerül Daniel őszinte hozzáállásával és idealizmusával.         |
| Steph                | Jessica Hynes    | Orosz Anna        | Brit forgatókönyv-felügyelő, aki rendíthetetlenül támogatja a rendező „vízióját” – még akkor is, amikor az a forgatáson teljes abszurditáshoz vezet.                                                       |
| Adam Randolph        | Billy Magnussen  | Markovics Tamás   | Tekto önbizalomhiányos főszereplője, akinek különc fitneszszokásai és bizonytalanságai gyakran ütköznek a szuperhősi karakterével.                                                                         |
| Dagmara "Dag" Nwaeze | Lolly Adefope    | Nádasi Veronika   | Éles eszű harmadik rendezőasszisztens, aki átlát a filmipar képmutatásán, és gyakran szúrós, csípős megjegyzésekkel kommentálja a történéseket.                                                            |
| Pat Shannon          | Darren Goldstein | Törköly Levente   | Nyers modorú stúdióvezető, aki a stúdió érdekeit képviseli, és gyakran borítja fel a forgatást utolsó pillanatban érkező utasításaival.                                                                    |
| Bryson               | Isaac Powell     | Bergendi Áron     | A kimerült közvetítő, a stúdióvezető és a forgatás között, akinek feladata, hogy abszurd utasításokat közvetítsen a stáb felé, gyakran saját józan eszének rovására.                                       |
| Peter Fairchild      | Richard E. Grant | Schnell Ádám      | Tapasztalt brit színész, aki a „Szem” szerepét alakítja, megvetéssel és teátrális lendülettel viszonyul a karakterhez, miközben elegáns cinizmussal emeli ki a szerep abszurditását.                       |
| Eric Bouchard        | Daniel Brühl     | Hamvas Dániel     | Magasröptű rendező felfújt egóval és végtelen újragondolásokkal, aki láthatóan nem illik a nagyköltségvetésű stúdiórendszerbe. Művészi elképzelései gyakran ütköznek a produkció gyakorlati realitásaival. |

### Mellékszereplők
| Szereplő    | Színész         | Magyar hang     | Leírás                  |
| ----------- | --------------- | --------------- | ----------------------- |
| Rufus Maley | Justin Edwards  | Dózsa Zoltán    | Háttérszereplő.         |
| Jaz Cox     | Ruaridh Mollica | Pál Dániel Máté | Produkciós asszisztens. |

### Magyar változat
- Bemondó: Megyeri János
- Magyar szöveg: Gecse Attila
- Hangmérnök és vágó: Fábián Tibor
- Gyártásvezető: Lajtai Erzsébet
- Szinkronrendező: Gazdik Katalin
- Produkciós vezető: Gyarmati Zsolt

A szinkront a Masterfilm Digital Kft. készítette el.

## Epizódok
| Sor. | Év. | Cím                                                                | Rendező      | Író              | Premier                               |
| ---- | --- | ------------------------------------------------------------------ | ------------ | ---------------- | ------------------------------------- |
| 1.   | 1.  | 31A jelenet: Tekto találkozik Szemmel (Scene 31A: Tecto Meets Eye) | Sam Mendes   | Jon Brown        | 2024. október 6. 2024. október 7.     |
| 2.   | 2.  | Scene 36: The Invisible Jackhammer                                 | Liza Johnson | Tony Roche       | 2024. október 13. 2024. október 14.   |
| 3.   | 3.  | Scene 54: The Lilac Ghost                                          | Liza Johnson | Rachel Axler     | 2024. október 20. 2024. október 21.   |
| 4.   | 4.  | Scene 83: Enter the Gurgler                                        | Tom George   | Dillon Mapletoft | 2024. október 27. 2024. október 28.   |
| 5.   | 5.  | Scene 16: Eric's Hospital Scene                                    | Tom George   | Keith Akushie    | 2024. november 3. 2024. november 4.   |
| 6.   | 6.  | Scene 110: Baptism of Fire                                         | Kevin Bray   | Marina Hyde      | 2024. november 10. 2024. november 11. |
| 7.   | 7.  | Scene 113: The Bridge                                              | Kevin Bray   | Juli Weiner      | 2024. november 17. 2024. december 18. |
| 8.   | 8.  | Scene 117: The Death of Eye                                        | Kevin Bray   | Jon Brown        | 2024. november 24. 2024. november 25. |

## A sorozat készítése
2022 augusztusában bejelentették, hogy az HBO zöld utat adott Armando Iannucci sorozatának próbaepizódját, melynek írói között Keith Akushie és Jon Brown is szerepelnek, a rendező pedig Sam Mendes lesz, aki egyben a sorozat ötletgazdája is. 2023 augusztusában berendelték a teljes sorozatot.

### Szereposztás
2022 decemberében Billy Magnussen, Jessica Hynes, Darren Goldstein, Lolly Adefope és Isaac Cole Powell kapták meg a főszerepeket, míg Richard E. Grant és Daniel Brühl mellékszereplőként csatlakoztak. 2023 augusztusában Himesh Patel és Aya Cash váltak állandó szereplőkké a sorozatban.

### Forgatás
A próbaepizód forgatását 2023. július 14-e előtt fejezték be, majd a munkálatok a 2023-as SAG-AFTRA sztrájk végéig szüneteltek. Az első évad forgatása 2024. február 26-án Hertfordshire-ben található Warner Bros. Studios Leavesden stúdióban.